# Lejwana
Lejwana – wieś w Botswanie w dystrykcie Southern. Według spisu ludności z 2011 roku wieś liczyła 621 mieszkańców.